# Kecerovský Lipovec
Kecerovský Lipovec este o comună slovacă, aflată în districtul Košice-okolie din regiunea Košice. Localitatea se află la altitudinea de 360 m deasupra n.m., se întinde pe o suprafață de 15,57 km2 și în 2017 număra 116 locuitori.

## Istoric
Localitatea Kecerovský Lipovec este atestată documentar din 1229.

## Demografie
| An:                | 1994 | 2004    | 2014   | 2024    |
| ------------------ | ---- | ------- | ------ | ------- |
| Număr de persoane: | 155  | 112     | 122    | 100     |
| Diferență:         |      | −27,74% | +8,92% | −18,03% |

| An:                | 2023 | 2024   |
| ------------------ | ---- | ------ |
| Număr de persoane: | 101  | 100    |
| Diferență:         |      | −0,99% |